# 纽芬兰世
纽芬兰世（英文：Terreneuvian）是寒武紀第一个世，始于5.41亿年前，终于5.21亿年前。它又再被细分为两个時期：幸運期以及寒武纪第二期。纽芬兰世在2007年首次被人提出。